# Xanthorhoe multistriga
Xanthorhoe multistriga är en fjärilsart som beskrevs av Charles Oberthür 1910. Xanthorhoe multistriga ingår i släktet Xanthorhoe och familjen mätare. Inga underarter finns listade i Catalogue of Life.